# Reinier Beeuwkes
Reinier Bertus Beeuwkes (* 17. Februar 1884 in Den Haag, Südholland; † 1. April 1963 ebenda) war ein niederländischer Fußballspieler.
Beeuwkes war zu Beginn des 20. Jahrhunderts zunächst Torwart für Quick Den Haag und wechselte 1903 zu DFC Dordrecht.
Am 30. April 1905 stand er im Aufgebot jener niederländischen Fußballnationalmannschaft, die das erste Fußballländerspiel in der Geschichte des Landes bestritt. In Antwerpen siegte das Team mit 4:1 gegen Gastgeber Belgien.
Beeuwkes blieb bis 1910 Stammtorhüter der Nationalmannschaft und trug maßgeblich dazu bei, dass sich die Niederlande während der Anfänge des Sports zu einer der stärksten Mannschaften Europas entwickelten. Von den ersten 22 Spielen des Teams bestritt er 19, die Niederlande gewannen davon 13.
Höhepunkt seiner Karriere waren 1908 die Olympischen Sommerspiele in London, bei denen Fußball erstmals offizieller Bestandteil des olympischen Programms war. Nachdem Ungarn und Böhmen ihre Mannschaften zurückgezogen hatten, standen die Niederlande kampflos im Halbfinale. Dort unterlag das Team zwar dem späteren Olympiasieger England. Mit einem 2:0-Sieg gegen Schweden sicherten sich die Niederländer dann aber die Bronzemedaille.
1910 beendete Beeuwkes seine aktive Laufbahn und wanderte nach Niederländisch-Ostindien aus. 1926 zog es ihn nach Südfrankreich, ehe er 1933 nach Den Haag zurückkehrte. Nachfolger im Tor der niederländischen Nationalmannschaft wurde Just Göbel von Vitesse Arnheim.